# Oklahoma City Warriors
El Oklahoma City Warriors fue un equipo de fútbol de los Estados Unidos que alguna vez jugó en la USISL, la desaparecida liga de fútbol y fútbol indoor del país.

## Historia
Fue fundado en el año 1986 en la ciudad de Oklahoma City, Oklahoma por su dueño y entrenador Chico Villar como uno de los equipos fundadores de la SISL, principalmente en fútbol indoor, en donde salieron campeones nacionales en una ocasión, mientras que en fútbol no les iba tan bien.
En 1992 pasan a jugar en la USISL, liga en la que también salieron como campeones nacionales en fútbol indoor y con un título divisional, mientras que en fútbol clasificaron por primera vez en 1992, avanzando hasta la segunda ronda.
En 1993 el club se fusiona con el Oklahoma City Spirit para crear al Oklahoma City Slickers para la temporada de 1993.

## Palmarés

### SISL
- SISL Indoor: 1

1987/88

### USISL
- USISL Indoor: 1

1991/92
- USISL Indoor South Central Division: 1

1992/93

## Temporadas
| Año     | División | Liga         | Temporada Regular | Playoffs      | US Open Cup  |
| ------- | -------- | ------------ | ----------------- | ------------- | ------------ |
| 1986/87 | N/A      | SISL Indoor  | 3º                | Semifinal     | N/A          |
| 1987/88 | N/A      | SISL Indoor  | 1º                | Campeón       | N/A          |
| 1988/89 | N/A      | SISL Indoor  | 2º, North         | 1.ª Ronda     | N/A          |
| 1989    | N/A      | SISL         | 8º                | No clasificó  | No participó |
| 1989/90 | N/A      | SISL Indoor  | 3º, Tex-Ark-Oma   | No clasificó  | N/A          |
| 1990    | N/A      | SISL         | 8º, Eastern       | No clasificó  | No participó |
| 1990/91 | N/A      | SISL Indoor  | 2º, Southeast     | Final         | N/A          |
| 1991    | N/A      | SISL         | 5º, Tex-Oma       | No clasificó  | No participó |
| 1991/92 | N/A      | USISL Indoor | 2º, Tex-Oma       | Campeón       | N/A          |
| 1992    | N/A      | USISL        | 2º, South Central | 2.ª Ronda     | No participó |
| 1992/93 | N/A      | USISL Indoor | 1º, South Central | Sizzling Four | N/A          |

## Jugadores destacados
- Austin Hudson[2]